# Devereaux Mytton
Devereaux Reginald Mytton (Melbourne, 28 de outubro de 1924 — Gold Coast, 9 de maio de 1989) foi um velejador australiano, medalhista olímpico. Ele competiu nos Jogos Olímpicos de Verão de 1956 na classe 5.5 Metre e conquistou a medalha de bronze a bordo do Buraddoo, ao lado de Jock Sturrock e Douglas Buxton. Esta foi a primeira medalha conquistada por velejadores australianos nas Olimpíadas.